# Hwang Chang-ho
Hwang Chang-ho (ur. 28 maja 1971) – południowokoreański zapaśnik w stylu wolnym. Olimpijczyk z Atlanty 1996, gdzie zajął szóste miejsce w kategorii 68 kg.
Dwukrotny uczestnik mistrzostw świata. Zdobył srebrny medal w 1997. Brąz na igrzyskach azjatyckich w 1994. Najlepszy na igrzyskach wschodniej Azji w 1997. Mistrz Azji w 1992 i drugi w 1996.